# أليساندرو دي رينزو
أليساندرو دي رينزو هو لاعب كرة قدم إيطالي في مركز ظهير، ولد في 22 سبتمبر 2000 في بسكارا في إيطاليا.

## وصلات خارجية
- أليساندرو دي رينزو على موقع قاعدة بيانات كرة القدم.إي يو (الإنجليزية)
- أليساندرو دي رينزو على موقع Soccerway.com (الإنجليزية)
- أليساندرو دي رينزو على موقع عالم كرة القدم.نت (الإنجليزية)